# Centroptilum parapulchrum
Centroptilum parapulchrum is een haft uit de familie Baetidae. De wetenschappelijke naam van de soort is voor het eerst geldig gepubliceerd in 1975 door Keffermüller & Sowa.
De soort komt voor in het Palearctisch gebied.